# Angeline Boulley
Angeline Boulley (1966) é uma escritora Chippewa dos Estados Unidos da América. A autora trabalhou pela melhoria da educação para crianças indígenas. Seu livro de estreia A Filha do Guardião do Fogo foi nomeado um dos 100 melhores romances para jovens adultos de todos os tempos pela revista Time, além de ter sido um best-seller do New York Times. O livro será adaptado como minissérie pela empresa Higher Ground, produtora de Barack e Michelle Obama.  

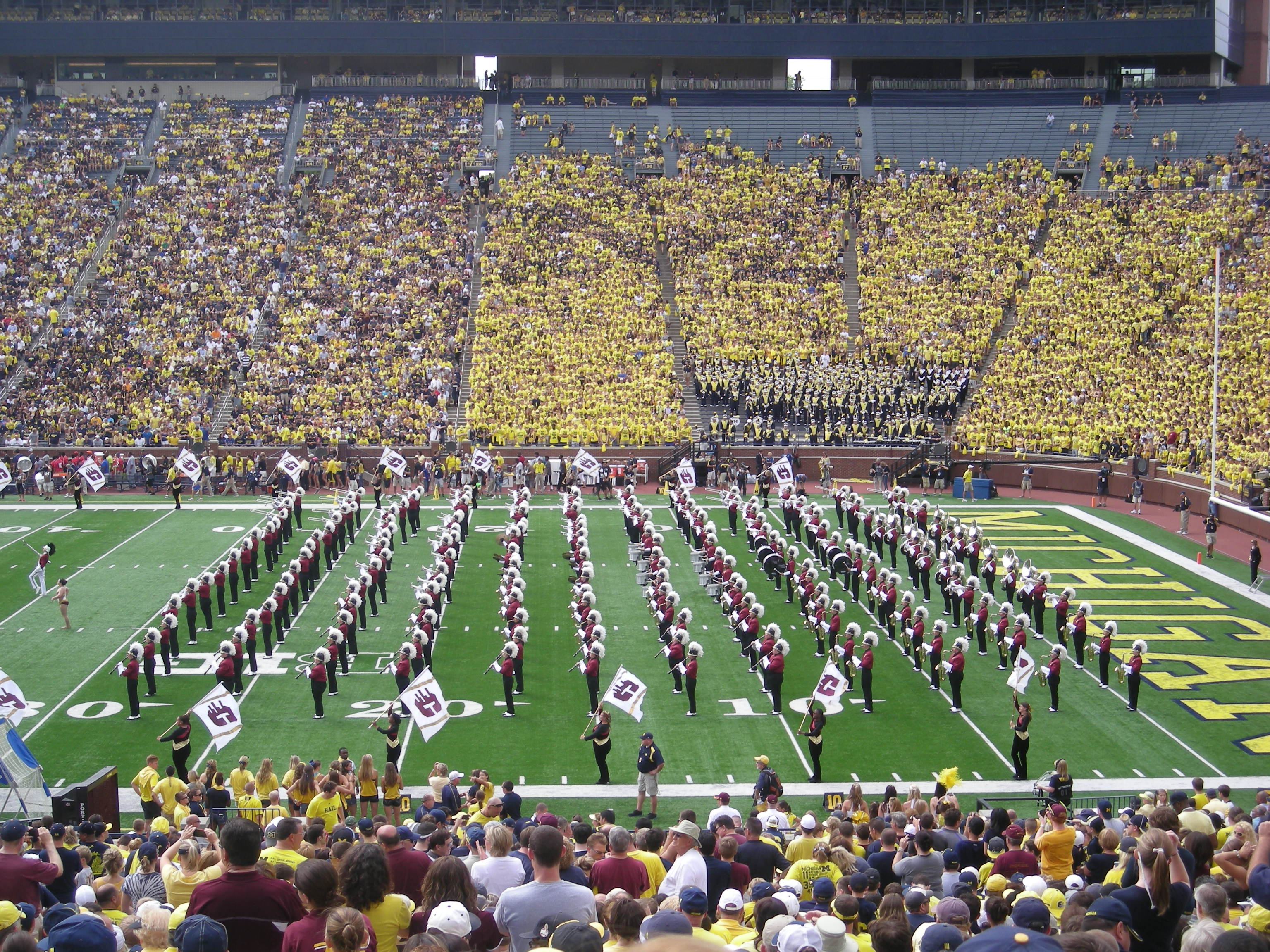
Banda Marcial Chippewa em jogo de futebol americano da Central Michigan University

## Vida pessoal
Angeline Boulley é membro registrado do povo Sault Ste. Marie de indígenas Chippewa. Ela nasceu e cresceu em Bahweting (o lugar das corredeiras) em Sault Ste. Marie, em Michigan . É formada pela Central Michigan University . Segundo Boulley, seu pai é um "bombeiro tradicional, que acende fogos cerimoniais em atividades espirituais na comunidade tribal e garante que os protocolos sejam seguidos, enquanto fornece ensinamentos culturais por meio de histórias contadas ao redor do fogo".

## A filha do guardião do fogo
O romance de estreia de Angeline Boulley, originalmente intitulado Firekeeper's Daughter, foi publicado em 16 de março de 2021 pela editora Henry Holt and Co. O livro é um best-seller do New York Times. A revista Time o classificou como um dos 100 melhores livros para jovens adultos de todos os tempos. Em 2022, ganhou o prêmio Michael L. Printz de literatura para jovens adultos e o prêmio William C. Morris, bem como uma honraria de Melhor Jovem Adulto na premiação American Indian Youth Literature Award . No mesmo ano, o livro foi nomeado para a Lista de Melhores Livros do Ano do Comitê de Livros Infantis do Bank Street com uma distinção de "Mérito Excepcional" e compartilhou o prêmio Josette Frank do Comitê de 2022 com Matt de la Peña e Christian Robinson, que escreveram Milo Imagines the World  . A obra está sendo adaptada para a televisão na Netflix pela Higher Ground Productions, produtora do ex-presidente Barack Obama e de Michelle Obama.

## Obras

### SérieSugar Island
- Firekeeper's Daughter (2021) no Brasil: A Filha do Guardião do Fogo (Intrínseca, 2022) em Portugal: A Filha do Guardião do Fogo (Desrotina, 2022)
- Warrior Girl Unearthed (2023)

### Contribuição
- House Party (2023) romance com mais 9 autores, histórias interconectadas.